# Une nounou pour Noël
Pour plus de détails, voir Fiche technique et Distribution.
Une nounou pour Noël (A Nanny for Christmas) est un téléfilm de Noël américain réalisé par Michael Feifer et diffusé en 2010.

## Synopsis
Samantha Ryland essaie tant bien que mal de gérer l'éducation de ses deux enfants, Jackie et Jonas, pendant que son mari est absent, tout en s'occupant de la direction de leur agence publicitaire, localisée à Beverley Hills. Alors que Noël approche et que les enfants sont en vacances, Samantha découvre que Danny Donner, un chocolatier important, a l'intention de changer d'agence de pub. Au même moment, Ally Leeds, une jeune directrice de création responsable des campagnes publicitaires du chocolatier Danny Donner se fait licencier. 

## Fiche technique
- Titre : Une nounou pour Noël
- Titre original : A Nanny for Christmas
- Réalisation : Michael Feifer
- Scénario : Michael Ciminera, Richard Gnolfo, Jeffrey Schenck et Peter Sullivan
- Musique : Chad Rehmann
- Photographie : Carl Bartels
- Montage : Josh Muscatine et Bryan Roberts
- Production : Michael Feifer
- Société de production : ARO Entertainment, Barnholtz Entertainment et Hybrid
- Pays :  États-Unis
- Durée : 90 minutes
- Première diffusion : 
  -  États-Unis : 23 novembre 2010
  -  France : 24 décembre 2011

## Distribution
- Emmanuelle Vaugier : Ally Leeds
- Dean Cain (V. F. : Emmanuel Curtil) : Danny Donner
- Richard Ruccolo (V. F. : Arnaud Arbessier) : Justin Larose
- Cynthia Gibb (V. F. : Danièle Douet) : Samantha Ryland
- Sierra McCormick : Jackie Ryland
- Jared S. Gilmore : Jonas Ryland
- Caia Coley : Carol
- John Burke : Carl Ryland
- Clyde Kusatsu : M.. Halligan
- Sarah Thompson (V. F. : Laura Blanc) : Tina